# قشلاق قرة ككيل اياز (مقاطعة بيله سوار)
قشلاق قرة ککیل ایاز (بالفارسية: قشلاق قره ککیل ایاز) هي منطقة سكنية تقع في إيران في أردبيل. يقدر عدد سكانها بـ 26 نسمة .